# Brňany
Brňany – gmina w Czechach, w powiecie Litomierzyce, w kraju usteckim. Według danych z dnia 1 stycznia 2014 liczyła 440 mieszkańców.